# Philippe Blanchart
Pour les articles homonymes, voir Blanchart.
Philippe Blanchart, né le 13 février 1963 à Lobbes et mort le 26 décembre 2019 à Charleroi, est un homme politique belge wallon, élu pour le Hainaut et membre du PS.

## Biographie
Philippe Blanchart est né dans une famille de 7 enfants. Ce petit-fils de batelier fait ses études primaires à Thuin puis secondaire à Erquelinnes, Charleroi et Couvin. Passé par l'université libre de Bruxelles (ULB) et par l'université de Mons-Hainaut (UMH), il est agrégé de l'enseignement en électro-mécanique. Il est également candidat en psycho-pédagogie à l'UMH, licencié en sciences du travail de l'ULB et possède un certificat universitaire en travail social de Paris XIII.
Il est le père de Natacha Blanchart, entrepreneuse belge, qui est élue conseillère provinciale du Hainaut aux élections de 2024 sur la liste du PS avec 3 365 voix de préférence.
Il est le petit-fils du peintre thudinien Stany Holda[réf. nécessaire].

### Vie professionnelle
Il est d'abord enseignant en Centre d'éducation et de formation en alternance (CEFA) à Morlanwelz pendant 20 ans, ensuite successivement accompagnateur, coordonnateur, directeur, avant d'être inspecteur. Avec l’intime conviction que ces jeunes incompris du système éducatif traditionnel, possèdent un potentiel de développement personnel, s’ils sont écoutés, compris et intéressés. Créateur de 7 centres de formation en entreprise dans le bassin Charleroi-Sud-Hainaut, il fait preuve d'un grand engagement pour l'enseignement, l'associatif et pour sa région.[réf. nécessaire]

### Homme politique
En 1994, Philippe Blanchart sera présent sur la liste électorale communale du PS en 20e position. Grâce à leur implication sur le terrain et leur fidélité aux valeurs humanistes, Philippe et Paul Furlan
 seront élus conseillers communaux dans l’opposition la même année.
Il devient bourgmestre faisant fonction de la ville de Thuin en 2009, année où il devient aussi député fédéral.
En 2014, en tant que député membre de la Commission des Affaires étrangères, il est mandaté comme observateur des élections législatives en Ukraine.
Il participe notamment à l’extension et au développement du zoning industriel de Thuin, la sauvegarde de l’abbaye d’Aulne, la création de la Maison de l’emploi, des nombreux projets pour Thuin et son entité.
Philippe Blanchart participe à la mise en place, en tant que président, de la zone de secours Hainaut-Est. Un mandat non rémunéré auquel il a pu accéder comme bourgmestre faisant fonction. En février 2017, il doit démissionner de cette fonction à la suite du retour de Paul Furlan comme bourgmestre.
Aux élections régionales de 2019 , il se retrouve 9e sur la liste de la circonscription Charleroi-Thuin. Il est élu député wallon avec 6 035 voix de préfénce.

### Mort
Le 26 décembre 2019, Philippe Blanchart meurt d'une pneumonie,.

## Mandats politiques
- 2000 - 2009 : échevin de l'enseignement à Thuin ;
- 2009 - 2019 : député fédéral, élu par la circonscription du Hainaut ;
- 2009 - 2013 : bourgmestre faisant fonction de la ville de Thuin ;
- 2013 - 2014 : président du CPAS de Thuin ;
- 2014 - 2017 : bourgmestre faisant fonction de Thuin ;
- 26/06/2019 - 26/12/2019 : député wallon et de la Communauté française de Belgique.